# Berquélio
O berquélio ou berkélio (em homenagem à cidade estadunidense de Berkeley) é um elemento químico de símbolo Bk, número atômico 97 (97 prótons e 97 elétrons) que apresenta massa atómica igual a [247] u. É um elemento metálico, sintético, transurânico, pertencente ao grupo dos actinídeos na tabela periódica dos elementos.
O berquélio-243 foi o primeiro isótopo sintetizado deste elemento. A descoberta ocorreu na Universidade da Califórnia, Berkeley por uma equipe estadunidense em 1949, bombardeando o amerício-241 com partículas alfa.
Até o momento, fora da pesquisa científica, o berquélio não apresenta nenhuma aplicação comercial.

## Características principais

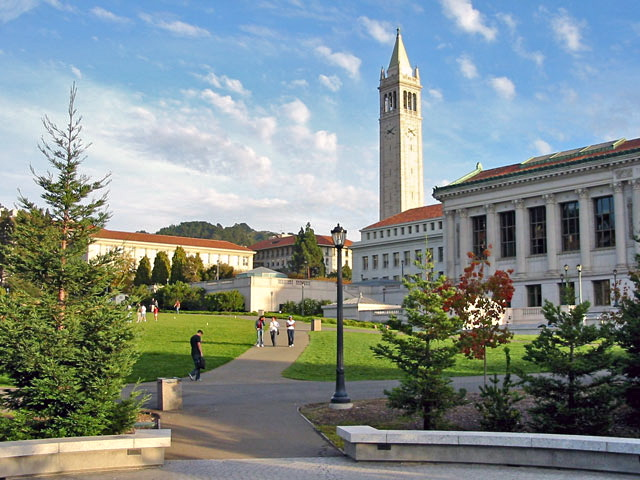
Universidade da Califórnia, Berkeley

Quantidades macroscópicas de berquélio-249 (vida-média de 324 dias) obtidas sinteticamente tornaram possível determinar algumas das propriedades do elemento. Mesmo que, até o presente momento não tenha sido isolado na forma elementar, é possível prever que se trata de um elemento de aspecto prateado metálico, que oxida-se facilmente no ar em temperaturas elevadas, e é solúvel em ácidos minerais diluídos.
Técnicas de difração por raio-X têm sido usadas para identificar vários compostos de berquélio, tais como: dióxido de berquélio (BkO2), fluoreto de berquélio (BkF3), oxicloreto de berquélio (BkOCl), e trióxido de berquélio (BkO3). Em 1962, quantidades de cloreto de berquélio foram isolados pesando um bilionésimo de grama. Esta foi a primeira vez que uma quantidade visível de um composto puro de berquélio foi produzido.
Como outros actinídeos, o berquélio se acumula no tecido ósseo, por isso, deve ser manuseado com cuidado. Este elemento não tem nenhuma aplicação conhecida fora da pesquisa básica, e não apresenta nenhum papel biológico.

## História
O berquélio foi sintetizado pela primeira vez por Glenn T. Seaborg, Albert Ghiorso, Stanley G. Thompson e Kenneth Street, Jr na Universidade da Califórnia, Berkeley , em dezembro de 1949. A equipe usou um ciclotron para bombardear o amerício – 241 com partículas alfa para obtenção do berquélio-243 (meia-vida de 4,5 horas), e com liberação de 2 nêutrons. Outro isótopo do berquélio (Bk-249 com meia vida de 320 dias) foi obtido posteriormente através do bombardeio de um alvo de cúrio – 244 com um feixe intenso de nêutrons.

## Isótopos
19 radioisótopos de berquélio foram identificados, sendo os mais estáveis Bk-247 com uma meia-vida de 1380 anos, Bk-248 com uma meia-vida superior a 9 anos, e Bk-249 com meia-vida de 320 dias. Todos os demais isótopos radioativos possuem meias-vidas inferiores a 5 dias, e a maioria destes com meias-vidas abaixo de 5 horas. Este elemento apresenta também 2 meta estados, sendo o mais estável Bk-248m (t½ 23,7 horas). As massas atômicas dos isótopos do berquélio variam de 235,057 u (Bk-235) até 254,091 u (Bk-254).